# Christian Wolff (nhà triết học)
Christian Wolff (chính xác hơn là Wolff; cũng được biết đến với tên Wolfius; phong trước Christian Freiherr von Wolff; sinh ngày 24 tháng 1 năm 1679 - mất ngày 09 tháng 4 năm 1754) là một nhà triết học người Đức. Ngọn núi Mons Wolff trên Mặt Trăng được đặt tên để vinh danh ông.
Wolff là triết gia nổi tiếng nhất nước Đức giữa Leibniz và Kant. Thành tựu chủ yếu của ông là một tác phẩm đầy đủ về chủ đề hầu hết học giả về thời gian của mình, hiển thị và mở ra theo phương pháp toán học luận chứng-suy luận, mà có lẽ đại diện cho đỉnh cao của giác ngộ hợp lý ở Đức.